# متحف الإبل (دبي)
متحف الإبل هو متحف مخصص لعرض أنواع الإبل يقع في  حي الشندغة مدينة دبي بالإمارات العربية المتحدة، ويعتبر أحد المباني الأكثر زيارة في دبي. يعرض المتحف أنواع الإبل المختلفة حسب أصولها وتاريخها، ويُمكّن الزوار من التعرف على تاريخ الإبل وأجناسها وتشريحها وغير ذلك الكثير، كما يمنحهم رؤية بانورامية شمولية عن الإبل في التقاليد والثقافة العربية. يستطيع أي شخص لديه بطاقة مرور لمدينة دبي الحصول على دخول مجاني إلى متحف الإبل في دبي.

## لمحة تاريخية
تأسس متحف الإبل عام 1940 في حي الشندغة في دبي، وكان يسمى سابقاً باسم بيت ركوب الجمال أو بيت الركاب، والذي كان مملوكًا لولي عهد الإمارات الراحل الشيخ رشيد بن سعيد آل مكتوم، وقد بني بالقرب من مقر إقامته في مكان كان يُستخدم سابقًا لتربية الإبل والخيول وتدريبها، وبعد تحوله إلى متحف، أصبح مقصدًا للزائرين من مختلف أنحاء العالم للتعرف على أهمية تراث الإبل في العالم العربي. كما يشرح المتحف أيضًا تاريخ أدب الإبل المتعلق بالثقافة العربية وأهمية الإبل في العالم العربي والإسلامي. عادةً ما يُطلب من زائري متحف الإبل في دبي القيام بجولات افتراضية في المتحف والصحاري المحيطة به عند زيارته.

## الوصف

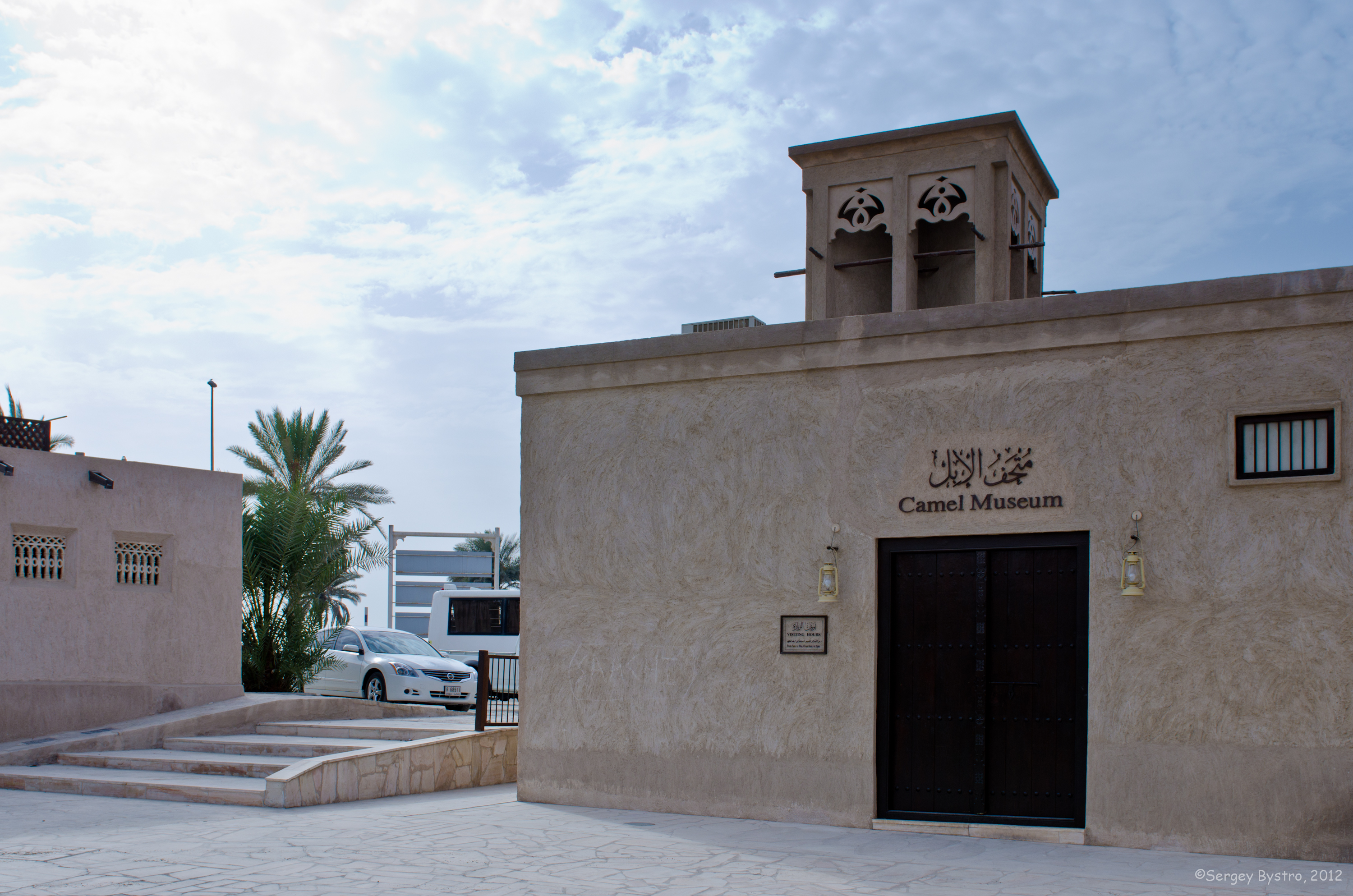
متحف الإبل

صًمم مبنى متحف الإبل في دبي بحيث يعكس كلا من الطرازين الشرقي والغربي، وهو عبارة عن مبنى يتألف من طابق واحد يبلغ ارتفاعه 4.7 مترًا، وتبلغ مساحته 664 مترًا مربعًا. تم توسيع المبنى في وقت لاحق يإضافة العديد من الغرف والمرافق الجديدة عند تحويل المبنى إلى متحف، وأصبح هذا المتحف يتكون من عدة أجنحة وقاعات تحتوي على معلومات ونماذج وعناصر وأدوات تتعلق بالإبل، وتحكي تاريخها وحقائقها ومزاياها. كما يُقدم المتحف للزائرين أيضًا معلومات عن أجناسهم وتشريحهم وطرق علاجهم ورعايتهم، بالإضافة إلى فوائد لحومهم وألبانهم وأصوافهم.وبشكل عام يقسم المتحف إلى ثمانية قاعات حيث تمت تسمية كل قاعة حسب المعلومات التي تقدمها وهذه القاعات هي:
- قاعة تاريخ الإبل وهي أكبر القاعات تحتوي على آيات قرآنية ورد فيها ذكر الإبل ولوحات شعرية عن الإبل في الأدب العربي القديم والمعاصر وفي الشعر النبطي بالإضافة إلى لوحات توضح تاريخه و أهميته عند العرب خلال فترات السلم و الحرب والترحال.
- قاعة حقائق عن الإبل وهي مليئة بمعلومات غنية عن الإبل واسمائها وتعدادها وقدرتها على التحمل وسرعتها وأمراضها وطرق علاجها وطريقة تكاثرها وغيرها من المعلومات.
- قاعة سباقات الهجن وتعرض هذه القاعة معلومات عن سباقات الهجن قديماً وحديثاً وكيفية إختيار الإبل للسباق وكيفية التدريب والتجهيز والتضمير(تخليص الإبل من الشحم الزائد قبل السباق)  بالإضافة لمعلومات عن كيفية إمتطاء الإبل.
- قاعة جسم الإبل تحتوي علي مجسم للإبل ولوحات عن تكوينه الجسماني والعضلي وكيف تأقلم مع بيئته.
- قاعة تشريح جسم الإبل وتحوي على مجسم لجسم الإبل من الداخل وأجهزته الداخلية.
- قاعة فوائد الإبل وتحوي معلومات عن فوائد الإبل قديماً وحديثاً مثل الاستفادة من وبرها ولبنها ولحومها.
- غرفة السباق تحتوي هذه الغرفة على مجسمين لجملين واقفين وأمامهما شاشة عرض والهدف من هذه الغرفة جعل الزائر يشعر كأنه في سباق حقيقي.
- القاعة الأخيرة تحوي معلومات عن حياة الجمل والمدة التي يعيشها في الأحوال الطبيعية وما هو المعل العام لحياة الإبل وغيرها من المعلومات.